# Agoschema goniata
Agoschema goniata là một loài bướm đêm trong họ Geometridae.